# Schams
Schams (tyska) eller Schons (rätoromanska) är ett landskap och en tidigare krets i regionen Viamala i den schweiziska kantonen Graubünden. 
Landskapet omfattar dels Schamsertal, det vill säga Hinterrheins dalgång mellan de trånga passagerna Viamala i norr och Rofflaschlucht i söder, dels sidodalen Ferreratal. Historisk huvudort är Zillis, som är en urgammal tings- och marknadsplats, medan största ort numera är Andeer.

## Språk
Traditionellt har befolkningen i Schams talat sutsilvansk rätoromanska, förutom den sedan mycket lång tid tyskspråkiga byn Rongellen. Redan under 1800-talet började dock tyskan breda ut sig mer, särskilt i de största byarna Andeer och Zilliis. Vid sekelskiftet 1900 hade var femte invånare i kretsen tyska som modersmål, år 1950 nästan varannan. 
Vid folkräkningen 2000 var förhållandena de omvända mot hundra år tidigare: Endast var femte invånare hade då rätoromanska som modersmål. Fördelningen var dock ojämn: I den folkrikare dalbottnen var endast var åttonde invånare rätoromansk, och där undervisar skolan också på tyska, medan mer än varannan invånare hade detta modersmål i de mer avsides belägna byarna på Schamserberg på dalens västsida, där skolan också är rätoromansk.

## Religion
Vid reformationen övergick samtliga kyrkor i kretsen till den reformerta läran. Numera finns dock en inte oväsentlig katolsk minoritet, som har upprättat en egen kyrka i Andeer, gemensam för hela kretsen.

## Indelning

### Historik
Schams utgjorde under medeltiden ursprungligen ett feodalt län som 1424 anslöt sig till Grauer Bund, och därmed kom att bli en del av nuvarande Graubünden. Där utgjorde det ett tingslag, (ungefärligen motsvarande ett svenskt härad). 
1851 blev Schams en krets i distriktet Hinterrhein. Från och med 2016 ingår den i region Viamala, och från samma år är kretsarnas politiska funktion i Graubünden avskaffade och kvarstår endast som valkretsar.

### Kommuner
Schams är sedan 2009 indelat i åtta kommuner, varav flera stycken är kantonens allra minsta, trots ett flertal tidigare kommunsammanslagningar: Zillis och Reischen lades ihop till nuvarande Zillis-Reischen 1875, Casti och Wergenstein blev Casti-Wergenstein 1923, Patzen-Fardün lades till Donat 2003, Ausserferrera och Innerferrera lades ihop till Ferrera 2008, och slutligen lades Clugin och Pignia till Andeer år 2009. 
| Vapen             | Kommun            | Invånare (2014-12-31) | Yta i km² | Kommunkod |
| ----------------- | ----------------- | --------------------- | --------- | --------- |
| Andeer            | Andeer            | 903                   | 46,36     | 3701      |
| Casti-Wergenstein | Casti-Wergenstein | 51                    | 25,59     | 3703      |
| Donat             | Donat             | 206                   | 4,66      | 3705      |
| Ferrera           | Ferrera           | 88                    | 75,42     | 3713      |
| Lohn              | Lohn              | 41                    | 8,14      | 3707      |
| Mathon            | Mathon            | 51                    | 15,13     | 3708      |
| Rongellen         | Rongellen         | 57                    | 2,04      | 3711      |
| Zillis-Reischen   | Zillis-Reischen   | 410                   | 24,46     | 3712      |